# Julien Doré
Julien Doré (ur. 7 lipca 1982 w Alès) – francuski piosenkarz, autor piosenek i aktor.

## Życiorys

### Wczesne lata
Julien Doré urodził się 7 lipca 1982 roku w Alès (departament Gard w regionie Oksytania), ale dorastał w Lunel. Ukończył naukę w szkole wyższej im. Louisa Feuillade’a oraz w École des Beaux-Arts w Nîmes. 

### Kariera
Jest założycielem zespołu Dig Up Elvis. W 2006 roku, razem z Guillaume'em de Moliną stworzył projekt muzyczny o nazwie The Jean d’Ormesson disco suicide, w ramach którego tworzyli własne, popowe i dyskotekowe aranżacje przebojów. 
W 2007 roku wziął udział w przesłuchaniach do piątej edycji programu Nouvelle Star. Pomyślnie przechodził kolejne etapy programu i ostatecznie dotarł do finału programu, który wygrał dzięki największej liczbie głosów telewidzów. W czerwcu 2007 roku Doré został okrzyknięty „Najseksowniejszym mężczyzną” według francuskiego wydania magazynu Elle. 
16 czerwca 2008 roku ukazała się jego debiutancka płyta studyjna zatytułowana Ersatz, która promowana była przez single „Les limites” i „Figures Imposées” (z gościnnym udziałem Morgane Imbeaud). W marcu 2009 roku ukazała się reedycja płyty wzbogacona o utwór „First Lady”. 
21 marca 2011 roku premierę miała druga płyta studyjna piosenkarza zatytułowana Bichon, która była promowana przez single „Kiss Me Forever”, „L’été summer” i „Laisse Avril”. Album doczekał się także rozszerzonego wydania, na którym znalazło się pięć dodatkowych piosenek.
Pod koniec października 2013 roku na rynku ukazał się trzeci album studyjny Dórégo zatytułowany Løve, na którym znalazły się m.in. single „Paris-Seychelles”, „Viborg”, „On attendra l’hiver” i „Chou wasabi”. Podobnie jak dwa poprzednie krążki, także i ta płyta doczekała się wersji rozszerzonej, wzbogaconej o dodatkowe utwory. W lutym 2015 roku piosenkarz wydał swój album koncertowy zatytułowany Løve Live.
14 października 2016 roku premierę miała czwarta płyta studyjna Dórégo zatytułowana &.

## Życie prywatne
Julien Doré spotykał się z aktorką Louise Bourgoin. W marcu 2009 roku para rozstała się. 
Doré jest pesco-wegetarianinem.

## Dyskografia

### Albumy studyjne
- Ersatz (2008)
- Bichon (2011)
- Løve (2013)
- & (2016)
- Aimée (2020)
- Imposteur (2024)

### Albumy koncertowe
- Løve Live (2015)
- & live (2017)

### Minialbumy (EP)
- Julien Doré & The Bash EP (2009)

### Ścieżki dźwiękowe
- Holiday (2010)

## Filmografia
- 2009 – Écrire pour un chanteur jako młody mężczyzna
- 2010 – Ensemble, nous allons vivre une très, très grande histoire d'amour... jako Nicolas
- 2010 – Vampires jako Jean-Paul
- 2011 – Le cri cosmique jako Eugène B.
- 2013 – Pop Redemption jako Alex
- 2013 – Chez nous c’est trois! jako aktor